# Glock 29
La Glock 29 è una pistola semiautomatica prodotta dall'austriaca Glock.
Camerata in 10 mm Auto è la versione "subcompat" della Glock 20, tanto che il calcio deve essere impugnato con sole due dita (il mignolo rimane fuori, a meno di comprare il caricatore esteso apposito con un extra poggiadito).